# 鳴子漆器
鳴子漆器（なるこしっき）は、宮城県大崎市鳴子で生産される伝統工芸品の漆器である。経済産業大臣および宮城県知事から伝統的工芸品として指定されている。

## 歴史

### 近世
鳴子における漆器生産がいつどのように始まったのか、確かな記録はない。1910年刊行の『玉造温泉誌』によれば、江戸時代の慶安年間（1648年から1652年）に紀州の塗物師が鳴子の挽物を塗りそれを浴客に売ったのが鳴子漆器の始まりであるという。また、漆工研究家の沢口悟一が1933年に書いた『日本漆工の研究』では、寛永年間（1624年から1645年）に鳴子漆器の生産が始まったとする。ただ、これらは言い伝えの範疇だろうとされる。
鳴子漆器が史料に登場するのはそれらよりも遅い。鳴子を含む一帯を治めていた岩出山伊達家の文書によれば、伊達敏親の代に、塗師の村田卯兵衛と蒔絵師の菊田三蔵が京都に派遣され、修行したという。安永年間（1772年から1781年）に成立した『安永風土記』と通称される仙台藩の地誌史料のうち、鳴子村の項目において「鳴子のぬりもの」と「鳴子の木地挽もの」が特産物として言及されている。また、1805年（文化2年）および1820年（文政3年）の史料には、漆がこの地方で採取されていたことが窺え、塗物店として忠蔵や万七の名が見られる。1827年（文政10年）の小宮山昌秀『浴陸奥温泉記』、1862年（文久2年）の保田光則『撫子日記』は当時の鳴子の状況に詳しく、木地挽と漆器店が多いと言及している。『撫子日記』には、鬼首産製品が多いとも記されている。忠蔵の遊佐家の史料として、1866年（慶応2年）に江戸の朱座が発行した朱の取次販売の許可状が残っている。江戸時代の鳴子漆器がどのようなものだったか不明だが、明治時代の状況から、縦木取りの挽物の皿や椀に渋下地を施して塗ったものだったと推測されている。鳴子には出羽仙台街道が通り、その関として尿前番所があった。鳴子漆器の生産は関所警備の下級武士の内職として行われ、鳴子温泉の湯治客などに売られていたと見られている。

### 近代・現代
東北地方の著名な漆器の一つとして会津漆器がある。会津漆器は江戸時代から江戸という大市場を持ち、また進んだ問屋制度や分業制度を持っていた。戊辰戦争による会津の荒廃と、時代の進捗による往来の自由化により、明治時代に何人かの塗師や蒔絵師が会津から鳴子へ移り、鳴子漆器の生産に刺激を与えその発展に寄与した。特に蒔絵師の塩沢栄一は鳴子に永住して徒弟を育成した。1888年（明治21年）には沢口吾左衛門を組合長とする鳴子漆器改良組合が結成された。沢口は木地挽に用いる動力の改良と横木取りによる大型挽物の生産を考え、先進的な漆器生産地である会津や小田原、東京を視察した。1890年（明治23年）に大谷川の水力を利用した木地工場が造られたが、これは2年後に水害で流失した。明治20年代末から30年にかけて、東京の木地師が鳴子にきて新技法を工人に伝授した。しかし、横木取りによる挽物生産技術は鳴子で定着せず、加美郡宮崎村田代の横木物木地が鳴子漆器に用いられた。また、膳などの板物木地や通盆などの曲物木地は鬼首から供給された。明治時代末頃の鳴子漆器製品は種類が豊富であり、家族従業員を含めて200名ほどの漆工がその生産に携わっていたという。この頃が鳴子漆器生産の最盛期だったと言われる。
大正時代になると、鳴子に陸羽東線が開通した。これにより、鳴子の産業は漆器業から観光業へと移り変わり、鳴子の塗物店は温泉街の土産店に変わるようになった。1922年（大正11年）には宮城県立鳴子工業講習所が設置され、木地工や漆工がここで育成されたが、1925年（大正14年）に宮城県工業学校への統合という形で講習所は閉鎖された。この間、1923年（大正12年）に関東大震災が発生し、一大消費地である東京が大打撃を受けると、大市場を失った各地の漆器問屋が地方への販路を開拓しはじめた。鳴子の漆器業はこれに圧迫され、塗り賃の値下げが行われた。昭和に入ると、電動機具の利用により、横木取りの大型挽物がようやく鳴子で生産されるようになった。茶櫃や丸重が製造され、また花吹雪塗が盛んとなった。1937年（昭和12年）頃にガソリン発動機を備えた木地工場が造られ、木地の生産力が増したが、日中戦争の勃発で軍隊用食器の生産が行われるようになった。漆の統制や工人の軍隊への招集が行われて、日用品の生産は衰退した。
戦後、人々の生活様式の変化、技術者の高齢化、後継者不足、プラスチック製品やカシュー塗料の進出、普及といった問題が、漆器業全体を脅かした。1952年（昭和27年）、鳴子では有志が鳴子漆工株式会社を立ち上げ、沢口吾左衛門の息子で、漆工研究家である沢口悟一をこれに迎えた。沢口が考案した竜文塗は鳴子漆器特有のものとして広まったが、この技法は後に公開されて、漆器業だけでなく、プラスチック製品ならびに化学塗料でも行われるようになった。沢口は竜文塗の特許申請を行ったが、特許庁は竜文塗の模様や色彩が一定でないことを理由に、この申請を認めなかった。
鳴子漆器は1982年（昭和57年）に宮城県知事指定伝統的工芸品となり、1991年（平成3年）に経済産業大臣指定伝統的工芸品となった。

## 特徴
- 木地呂塗り
- ふき漆塗り
- 竜文塗り